# 蒙侧褶蛙
蒙侧褶蛙（学名：Pelophylax mongolicus），一种分布于中国西北地区两栖动物，隶属于蛙科侧褶蛙属。模式产地为中国内蒙古土默特右旗美岱召镇。本种原被视为黑斑侧褶蛙蒙古亚种（Pelophylax nigromaculata mongolia），2022年中国研究人员基于比较形态学和4个线粒体基因分析，将黑斑侧褶蛙蒙古亚种提升为独立种，并将腾格里蛙（Pelophylax tenggerensis）认定是蒙侧褶蛙的次定同物异名。